# Памукчук
Памукчук или Памукдервент (на турски: Pamukçuk) е село в Мала Азия, Турция, Вилает Бурса.

## География
Селото се намира на 10 километра южно от Изник (Никея).

## История
В 19 век Памукдервент заедно със съседното Къздервент е едно от двете села на малоазийски българи в Никейско.